# Robrecht III van Vlaanderen

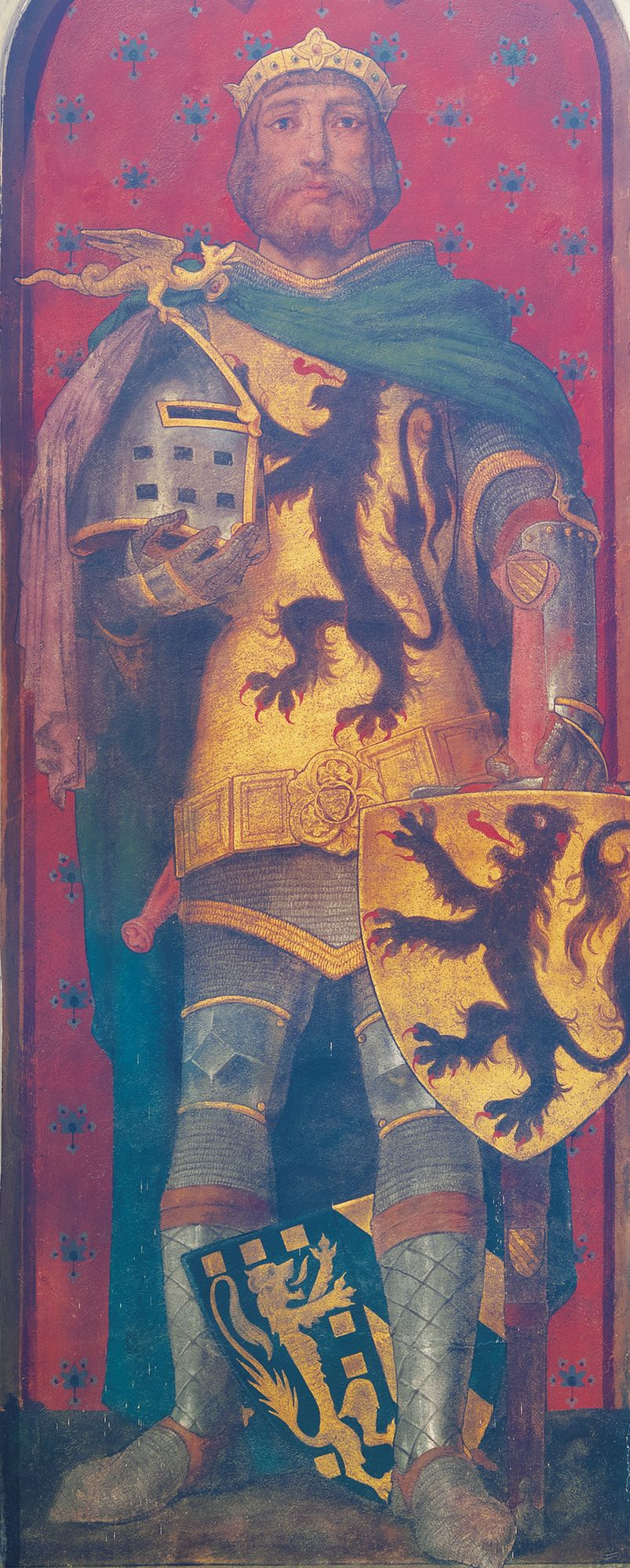
Robert III.

Robrecht van Béthune / van Dampierre (1249 – Ieper, 17 september 1322), bijgenaamd De Leeuw van Vlaanderen, was 1272-1280 graaf van Nevers door zijn huwelijk en 1305-1322 (als Robrecht III) graaf van Vlaanderen als opvolger van zijn vader.

## Biografie
Robrecht was de oudste zoon van Gwijde van Dampierre en diens eerste vrouw, Mathilde van Béthune.
Hij huwde in 1265 met Blanca van Anjou (1250-1269), dochter van Karel van Anjou (zoon van koning Lodewijk VIII van Frankrijk, die later koning van Napels en van Sicilië zou worden). Zij overleed reeds in 1269.
Hun zoontje Karel stierf op elfjarige leeftijd.
In 1272 hertrouwde hij met Yolande (1247-1280), gravin van Nevers, kleindochter van hertog Hugo IV van Bourgondië (1212-1272) en weduwe van Jan Tristan van Frankrijk (1250-1270) (zoon van koning Lodewijk IX van Frankrijk), die hem vijf kinderen schonk:
- Lodewijk I van Nevers (1272-1322)
- Robrecht van Kassel (-1331), heer van Marle en van Kassel, in 1323 gehuwd met Johanna (1294-1364), dochter van Arthur II van Bretagne
- Johanna (-1333), in 1288 gehuwd met Engelram IV van Coucy (-1311), heer van Coucy en burggraaf van Meaux,
- Yolande (-1313), in 1287 gehuwd met Wouter II van Edingen (-1309)
- Mathilde, in 1314 gehuwd met Matthias van Lotharingen (-1330), heer van Warsberg.

Robrecht van Béthune verwierf militaire roem in Italië, toen hij aan de zijde van zijn schoonvader, Karel van Anjou, streed (1265–1268) tegen de laatste Hohenstaufens, Manfred en Konradin.
Samen met zijn vader nam hij in 1270 deel aan de Achtste Kruistocht naar Tunis, onder de leiding van Franse koning Lodewijk IX.
Na zijn terugkeer van de kruistocht bleef hij, zowel op militair, politiek als bestuurlijk gebied, steeds een trouw medewerker van zijn vader in diens strijd tegen de pogingen van de latere Franse koning Filips de Schone, kleinzoon van Lodewijk, om Vlaanderen weer bij het kroondomein te voegen. Robrechts vader Gwijde van Dampierre volgde in 1278 diens moeder Margaretha II van Vlaanderen op als graaf.
Hoofdzakelijk onder zijn invloed verbrak Dampierre alle feodale banden met zijn leenheer op 20 januari 1297. Toen het verzet hopeloos bleek, liet Robrecht zich, samen met zijn vader en zijn broer Willem van Crèvecœur, gevangennemen en naar de Franse koning voeren in mei 1300. Kort daarvoor had hij in feite het bewind overgenomen van zijn vader. Hij werd opgesloten in het kasteel van Chinon. Zo nam hij dan ook geen deel aan de Guldensporenslag (1302), in tegenstrijd met de romantische voorstelling van Hendrik Conscience in zijn roman De Leeuw van Vlaanderen. Zijn halfbroer Jan I van Namen 1302 en later zijn jongere broer Filips van Chieti (1303-1305) waren de tijdelijke regenten. Vlaanderen won vervolgens met aanzienlijke verliezen de Slag bij Arke in 1303, werd in 1304 bij de Slag bij Zierikzee tegen de graaf van Henegouwen en Holland Jan II van Avesnes verslagen door de Frans-Hollandse vloot. De Slag bij Pevelenberg tegen de Franse koning eindigde onbeslist.
Na de dood van Gwijde van Dampierre in gevangenschap in maart 1305 mocht Robrecht naar zijn graafschap terugkeren in juli. De uitvoering van het voor Vlaanderen zeer nadelige Verdrag van Athis-sur-Orge zou zijn stempel drukken op heel het bewind van graaf Robrecht. Aanvankelijk boekte hij wel enig succes bij zijn pogingen om zowel de steden als het platteland tot nakoming van de aangegane verplichtingen te bewegen.
Robrecht werd geconfronteerd met de afschaffing van de orde van de Tempeliers. Vanaf april 1310 ging hij echter resoluut in het verzet, gesteund door de bevolking en zijn familieleden, en zo hield hij, zowel op diplomatiek als op militair vlak, stand tegen de Franse koning. In een bul van paus Clemens V van 16 mei 1312 werd hem opgedragen de goederen van de Tempeliersorde aan de hospitaalridders te overhandigen. Hij heeft 'zeer lang geaarzeld', maar moest zich uiteindelijk 'plooien'. Toen hij in 1319 naar Rijsel oprukte, weigerden de Gentenaars hem over de Leie te volgen. Mede onder druk van zijn kleinzoon Lodewijk II van Nevers gaf de vermoeide Robrecht de strijd op, en ging hij in april 1320 in Parijs leenhulde brengen aan de koning.
Maar zelfs na die datum zou hij nog de uitvoering van het Verdrag van Athis-sur-Orge en de daaropvolgende overeenkomsten saboteren. Robrecht van Béthune overleed in september 1322 in zijn residentie, het Ieperse Zaalhof. Hij werd opgevolgd door zijn kleinzoon Lodewijk II van Nevers (zijn zoon, Lodewijk I van Nevers, was net in juni overleden).
Op zijn uitdrukkelijke wens werd hij in Vlaamse aarde begraven in de kerk van de Sint-Maartensproosdij in Ieper. Zijn lichaam mocht enkel naar de Abdij van Flines (nabij Dowaai) worden overgebracht als Rijsel en Dowaai weer bij het graafschap hoorden. In deze abdij werden ook zijn eerste vrouw en zijn vader begraven. Het grafmonument van Robrecht werd in 1566 vernield door Beeldenstormers. In 1973 trof men bij opgravingen zijn naam aan op een loden kist met zijn gebeente. De plaats werd gemarkeerd met een nieuwe grafzerk.

## Status
In bepaalde Vlaamsgezinde kringen wordt Robrecht van Béthune, alias "de Leeuw van Vlaanderen", wegens zijn onenigheid met Frankrijk en de vertekende voorstelling door Hendrik Conscience, vaak gezien als een symbool voor de Vlaamse ontvoogding. In werkelijkheid sprak "de Leeuw van Vlaanderen" hoogstwaarschijnlijk niet eens de toenmalige Nederlandse (streek)taal. Toch speelde hij een belangrijke rol in het behoud van de zelfstandigheid van het graafschap in de tijd vóór en na zijn gevangenschap.

## Voorouders
| Robrecht III van Vlaanderen (1249-1322) | Vader: Gwijde van Dampierre (1226-1305) | Grootvader: Willem II van Dampierre (1196-1231)       | Overgrootvader: Gwijde II van Dampierre (?-1216)           |
| Robrecht III van Vlaanderen (1249-1322) | Vader: Gwijde van Dampierre (1226-1305) | Grootvader: Willem II van Dampierre (1196-1231)       | Overgrootmoeder: Mathilde I van Bourbon (1165-1228)        |
| Robrecht III van Vlaanderen (1249-1322) | Vader: Gwijde van Dampierre (1226-1305) | Grootmoeder: Margaretha II van Vlaanderen (1202-1280) | Overgrootvader: Boudewijn I van Constantinopel (1171-1205) |
| Robrecht III van Vlaanderen (1249-1322) | Vader: Gwijde van Dampierre (1226-1305) | Grootmoeder: Margaretha II van Vlaanderen (1202-1280) | Overgrootmoeder: Maria van Champagne (1174-1204)           |
| Robrecht III van Vlaanderen (1249-1322) | Moeder: Mathilde van Béthune (?-1263)   | Grootvader: Robrecht VII van Béthune (1200-1248)      | Overgrootvader: Willem II van Béthune (?-1214)             |
| Robrecht III van Vlaanderen (1249-1322) | Moeder: Mathilde van Béthune (?-1263)   | Grootvader: Robrecht VII van Béthune (1200-1248)      | Overgrootmoeder: Machteld van Dendermonde (?-1224)         |
| Robrecht III van Vlaanderen (1249-1322) | Moeder: Mathilde van Béthune (?-1263)   | Grootmoeder: Elisabeth van Morialmez                  | Overgrootvader: Arnaud de Morialmez                        |
| Robrecht III van Vlaanderen (1249-1322) | Moeder: Mathilde van Béthune (?-1263)   | Grootmoeder: Elisabeth van Morialmez                  | Overgrootmoeder: Johanna van Bailleul                      |